# Metjka (distrikt i Bulgarien, Ruse)
Metjka (bulgariska: Мечка) är ett distrikt i Bulgarien.   Det ligger i kommunen Obsjtina Ivanovo och regionen Ruse, i den norra delen av landet, 230 km nordost om huvudstaden Sofia.
Trakten runt Metjka består till största delen av jordbruksmark. Runt Metjka är det ganska glesbefolkat, med 27 invånare per kvadratkilometer.